# Argentina en la clasificación de Conmebol para la Copa Mundial de Fútbol de 2010
La Selección de fútbol de Argentina fue uno de los diez equipos nacionales que participaron en la Clasificación de Conmebol para la Copa Mundial de Fútbol, en la que se definieron los representantes de Conmebol para la Copa Mundial de Fútbol de 2010 que se desarrolló en Sudáfrica.

## Sistema de juego
El sistema de juego de las eliminatorias consistió por cuarta ocasión consecutiva, en enfrentamientos de ida y vuelta todos contra todos, con un total 18 jornadas.
Los primeros cuatro puestos accederán de manera directa a la Copa Mundial de Fútbol de 2010. La selección que logre el quinto puesto disputará una serie eliminatoria a dos partidos de ida y vuelta, frente a la selección clasificada de Concacaf, este proceso se conoce como repechaje o repesca.

## Sedes
| Monumental          |  |
| Capacidad: 67 449   |  |
|                     |  |
| Rosario             |  |
| Gigante de Arroyito |  |
| Capacidad: 41 654   |  |
|                     |  |

## Tabla de posiciones

### Tabla de posiciones
| Pos. | Selección | Pts. | PJ | PG | PE | PP | GF | GC | Dif. |
| ---- | --------- | ---- | -- | -- | -- | -- | -- | -- | ---- |
| 1.   | Brasil    | 34   | 18 | 9  | 7  | 2  | 33 | 11 | +22  |
| 2.   | Chile     | 33   | 18 | 10 | 3  | 5  | 32 | 22 | +10  |
| 3.   | Paraguay  | 33   | 18 | 10 | 3  | 5  | 24 | 16 | +8   |
| 4.   | Argentina | 28   | 18 | 8  | 4  | 6  | 23 | 20 | +3   |
| 5.   | Uruguay   | 24   | 18 | 6  | 6  | 6  | 28 | 20 | +8   |
| 6.   | Ecuador   | 23   | 18 | 6  | 5  | 7  | 22 | 26 | –4   |
| 7.   | Colombia  | 23   | 18 | 6  | 5  | 7  | 14 | 18 | –4   |
| 8.   | Venezuela | 22   | 18 | 6  | 4  | 8  | 23 | 29 | –6   |
| 9.   | Bolivia   | 15   | 18 | 4  | 3  | 11 | 22 | 36 | –14  |
| 10.  | Perú      | 13   | 18 | 3  | 4  | 11 | 11 | 34 | –23  |

| L\V                  | Bandera de Argentina | Bandera de Bolivia | Bandera de Brasil | Bandera de Chile | Bandera de Colombia | Bandera de Ecuador | Bandera de Paraguay | Bandera de Perú | Bandera de Uruguay | Bandera de Venezuela |
| Bandera de Argentina |                      | 3:0                | 1:3               | 2:0              | 1:0                 | 1:1                | 1:1                 | 2:1             | 2:1                | 4:0                  |
| Bandera de Bolivia   | 6:1                  |                    | 2:1               | 0:2              | 0:0                 | 1:3                | 4:2                 | 3:0             | 2:2                | 0:1                  |
| Bandera de Brasil    | 0:0                  | 0:0                |                   | 4:2              | 0:0                 | 5:0                | 2:1                 | 3:0             | 2:1                | 0:0                  |
| Bandera de Chile     | 1:0                  | 4:0                | 0:3               |                  | 4:0                 | 1:0                | 0:3                 | 2:0             | 0:0                | 2:2                  |
| Bandera de Colombia  | 2:1                  | 2:0                | 0:0               | 2:4              |                     | 2:0                | 0:1                 | 1:0             | 0:1                | 1:0                  |
| Bandera de Ecuador   | 2:0                  | 3:1                | 1:1               | 1:0              | 0:0                 |                    | 1:1                 | 5:1             | 1:2                | 0:1                  |
| Bandera de Paraguay  | 1:0                  | 1:0                | 2:0               | 0:2              | 0:2                 | 5:1                |                     | 1:0             | 1:0                | 2:0                  |
| Bandera de Perú      | 1:1                  | 1:0                | 1:1               | 1:3              | 1:1                 | 1:2                | 0:0                 |                 | 1:0                | 1:0                  |
| Bandera de Uruguay   | 0:1                  | 5:0                | 0:4               | 2:2              | 3:1                 | 0:0                | 2:0                 | 6:0             |                    | 1:1                  |
| Bandera de Venezuela | 0:2                  | 5:3                | 0:4               | 2:3              | 2:0                 | 3:1                | 1:2                 | 3:1             | 2:2                |                      |

|  | Clasificación directa a la Copa Mundial de Fútbol de 2010. |
|  | Clasificación a la Repesca Intercontinental.               |

### Evolución de posiciones
| País / Fecha | 1   | 2   | 3   | 4   | 5   | 6   | 7   | 8   | 9   | 10  | 11  | 12  | 13  | 14  | 15  | 16  | 17  | 18  |
| ------------ | --- | --- | --- | --- | --- | --- | --- | --- | --- | --- | --- | --- | --- | --- | --- | --- | --- | --- |
| Argentina    | 2.º | 1.º | 1.º | 2.º | 2.º | 2.º | 3.º | 3.º | 3.º | 3.º | 2.º | 4.º | 4.º | 4.º | 4.º | 5.º | 4.º | 4.º |
| Resultado    | G   | G   | G   | P   | E   | E   | E   | E   | G   | P   | G   | P   | G   | P   | P   | P   | G   | G   |

### Puntos obtenidos contra cada selección durante las eliminatorias
La siguiente es una tabla detallada de los 28 puntos obtenidos contra cada una de las 9 selecciones que enfrentó la Selección argentina durante las eliminatorias. 
| vs.       | Bandera de Bolivia | Bandera de Brasil | Bandera de Chile | Bandera de Colombia | Bandera de Ecuador | Bandera de Paraguay | Bandera de Perú | Bandera de Uruguay | Bandera de Venezuela | Total |
| --------- | ------------------ | ----------------- | ---------------- | ------------------- | ------------------ | ------------------- | --------------- | ------------------ | -------------------- | ----- |
| Local     | 3                  | 0                 | 3                | 3                   | 1                  | 1                   | 3               | 3                  | 3                    | 20/27 |
| Visitante | 0                  | 1                 | 0                | 0                   | 0                  | 0                   | 1               | 3                  | 3                    | 8/27  |
| Total     | 3                  | 1                 | 3                | 3                   | 1                  | 1                   | 4               | 6                  | 6                    | 28/54 |

### Efectividad
| País / Efectividad | Local  | Visitante | Total  |
| ------------------ | ------ | --------- | ------ |
| Brasil             | 70.37% | 55.56%    | 62.96% |
| Chile              | 62.96% | 59.26%    | 61.11% |
| Paraguay           | 77.78% | 44.44%    | 61.11% |
| Argentina          | 74.07% | 29.63%    | 51.85% |
| Uruguay            | 55.56% | 33.33%    | 44.44% |
| Ecuador            | 55.56% | 29.63%    | 42.59% |
| Colombia           | 59.26% | 25.93%    | 42.59% |
| Venezuela          | 48.15% | 33.33%    | 40.74% |
| Bolivia            | 51.85% | 3.7%      | 27.78% |
| Perú               | 48.15% | 0%        | 24.07% |

## Partidos
- Las horas indicadas corresponderán al huso horario local de la ciudad sede de cada partido.

### Partidos
| Fecha                   | Lugar          | Jornada |           | Resultado |           |
| ----------------------- | -------------- | ------- | --------- | --------- | --------- |
| 11 de octubre de 2007   | Buenos Aires   | 1       | Argentina | 2:0 (2:0) | Chile     |
| 16 de octubre de 2007   | Maracaibo      | 2       | Venezuela | 0:2 (0:2) | Argentina |
| 15 de noviembre de 2007 | Buenos Aires   | 3       | Argentina | 3:0 (1:0) | Bolivia   |
| 20 de noviembre de 2007 | Bogotá         | 4       | Colombia  | 2:1 (0:1) | Argentina |
| 12 de junio de 2008     | Buenos Aires   | 5       | Argentina | 1:1 (0:0) | Ecuador   |
| 17 de junio de 2008     | Belo Horizonte | 6       | Brasil    | 0:0       | Argentina |
| 4 de septiembre de 2008 | Buenos Aires   | 7       | Argentina | 1:1 (0:1) | Paraguay  |
| 9 de septiembre de 2008 | Lima           | 8       | Perú      | 1:1 (0:0) | Argentina |
| 9 de octubre de 2008    | Buenos Aires   | 9       | Argentina | 2:1 (2:1) | Uruguay   |
| 14 de octubre de 2008   | Santiago       | 10      | Chile     | 1:0 (1:0) | Argentina |
| 26 de marzo de 2009     | Buenos Aires   | 11      | Argentina | 4:0 (1:0) | Venezuela |
| 31 de marzo de 2009     | La Paz         | 12      | Bolivia   | 6:1 (3:1) | Argentina |
| 4 de junio de 2009      | Buenos Aires   | 13      | Argentina | 1:0 (0:0) | Colombia  |
| 9 de junio de 2009      | Quito          | 14      | Ecuador   | 2:0 (0:0) | Argentina |
| 3 de septiembre de 2009 | Rosario        | 15      | Argentina | 1:3 (0:2) | Brasil    |
| 8 de septiembre de 2009 | Asunción       | 16      | Paraguay  | 1:0 (1:0) | Argentina |
| 8 de octubre de 2009    | Buenos Aires   | 17      | Argentina | 2:1 (0:0) | Perú      |
| 13 de octubre de 2009   | Montevideo     | 18      | Uruguay   | 0:1 (0:0) | Argentina |

### Detalle de partidos

#### Jornada 1 - Argentina vs. Chile
| 11 de octubre de 2007 | Argentina         | 2:0 (2:0) | Chile | Estadio Monumental, Buenos Aires                           |                                                            |
| 17:40 (UTC-3)         | Riquelme 26', 45' | Reporte   |       | Asistencia: 65 000 espectadores Árbitro(s): Martín Vásquez | Asistencia: 65 000 espectadores Árbitro(s): Martín Vásquez |

| Uniformes | Uniformes |
| --------- | --------- |
|           |           |

#### Jornada 2 - Venezuela vs. Argentina
| 16 de octubre de 2007 | Venezuela | 0:2 (0:2) | Argentina              | Estadio José Encarnación Romero, Maracaibo               |                                                          |
| 20:40 (UTC-4)         |           | Reporte   | Milito 15' · Messi 42' | Asistencia: 10 600 espectadores Árbitro(s): Carlos Simon | Asistencia: 10 600 espectadores Árbitro(s): Carlos Simon |

| Uniformes | Uniformes |
| --------- | --------- |
|           |           |

#### Jornada 3 - Argentina vs. Bolivia
| 15 de noviembre de 2007 | Argentina                      | 3:0 (1:0) | Bolivia | Estadio Monumental, Buenos Aires                          |                                                           |
| 16:00 (UTC-3)           | Agüero 41' · Riquelme 57', 74' | Reporte   |         | Asistencia: 43 308 espectadores Árbitro(s): Víctor Rivera | Asistencia: 43 308 espectadores Árbitro(s): Víctor Rivera |

| Uniformes | Uniformes |
| --------- | --------- |
|           |           |

#### Jornada 4 - Colombia vs. Argentina
| 20 de noviembre de 2007 | Colombia                | 2:1 (0:1) | Argentina | Estadio Nemesio Camacho El Campín, Bogotá                   |                                                             |
| 20:30 (UTC-5)           | Bustos 62' · Moreno 83' | Reporte   | Messi 36' | Asistencia: 45 000 espectadores Árbitro(s): Jorge Larrionda | Asistencia: 45 000 espectadores Árbitro(s): Jorge Larrionda |

| Uniformes | Uniformes |
| --------- | --------- |
|           |           |

#### Jornada 5 - Argentina vs. Ecuador
| 12 de junio de 2008 | Argentina   | 1:1 (0:0) | Ecuador     | Estadio Monumental, Buenos Aires                        |                                                         |
| 18:30 (UTC-3)       | Palacio 89' | Reporte   | Urrutia 69' | Asistencia: 41 167 espectadores Árbitro(s): René Ortubé | Asistencia: 41 167 espectadores Árbitro(s): René Ortubé |

| Uniformes | Uniformes |
| --------- | --------- |
|           |           |

#### Jornada 6 - Brasil vs. Argentina
| 17 de junio de 2008 | Brasil | 0:0     | Argentina | Estadio Mineirão, Belo Horizonte                       |                                                        |
| 21:50 (UTC-3)       |        | Reporte |           | Asistencia: 52 527 espectadores Árbitro(s): Óscar Ruiz | Asistencia: 52 527 espectadores Árbitro(s): Óscar Ruiz |

| Uniformes | Uniformes |
| --------- | --------- |
|           |           |

#### Jornada 7 - Argentina vs. Paraguay
| 4 de septiembre de 2008 | Argentina  | 1:1 (0:1) | Paraguay          | Estadio Monumental, Buenos Aires                         |                                                          |
| 16:00 (UTC-3)           | Agüero 60' | Reporte   | Heinze 13' (a.g.) | Asistencia: 46 250 espectadores Árbitro(s): Carlos Simon | Asistencia: 46 250 espectadores Árbitro(s): Carlos Simon |

| Uniformes | Uniformes |
| --------- | --------- |
|           |           |

#### Jornada 8 - Perú vs. Argentina
| 9 de septiembre de 2008 | Perú       | 1:1 (0:0) | Argentina     | Estadio Monumental, Lima                                    |                                                             |
| 20:00 (UTC-5)           | Fano 90+3' | Reporte   | Cambiasso 82' | Asistencia: 40 000 espectadores Árbitro(s): Carlos Amarilla | Asistencia: 40 000 espectadores Árbitro(s): Carlos Amarilla |

| Uniformes | Uniformes |
| --------- | --------- |
|           |           |

#### Jornada 9 - Argentina vs. Uruguay
| 9 de octubre de 2008 | Argentina             | 2:1 (2:1) | Uruguay    | Estadio Monumental, Buenos Aires                          |                                                           |
| 18:10 (UTC-3)        | Messi 5' · Agüero 12' | Reporte   | Lugano 39' | Asistencia: 42 421 espectadores Árbitro(s): Carlos Torres | Asistencia: 42 421 espectadores Árbitro(s): Carlos Torres |

| Uniformes | Uniformes |
| --------- | --------- |
|           |           |

#### Jornada 10 - Chile vs. Argentina
| 14 de octubre de 2008 | Chile        | 1:0 (1:0) | Argentina | Estadio Nacional, Santiago                             |                                                        |
| 20:15 (UTC-3)         | Orellana 35' | Reporte   |           | Asistencia: 65 000 espectadores Árbitro(s): Óscar Ruiz | Asistencia: 65 000 espectadores Árbitro(s): Óscar Ruiz |

| Uniformes | Uniformes |
| --------- | --------- |
|           |           |

#### Jornada 11 - Argentina vs. Venezuela
| 26 de marzo de 2009 | Argentina                                          | 4:0 (1:0) | Venezuela | Estadio Monumental, Buenos Aires                          |                                                           |
| 19:10 (UTC-3)       | Messi 25' · Tévez 47' · Rodríguez 51' · Agüero 72' | Reporte   |           | Asistencia: 46 085 espectadores Árbitro(s): Víctor Rivera | Asistencia: 46 085 espectadores Árbitro(s): Víctor Rivera |

| Uniformes | Uniformes |
| --------- | --------- |
|           |           |

#### Jornada 12 - Bolivia vs. Argentina
| 31 de marzo de 2009 | Bolivia                                                               | 6:1 (3:1) | Argentina    | Estadio Hernando Siles, La Paz                             |                                                            |
| 15:30 (UTC-4)       | Martins 12' · Botero 34' (pen.), 55', 66' · Da Rosa 45' · Torrico 87' | Reporte   | González 25' | Asistencia: 39 487 espectadores Árbitro(s): Martín Vázquez | Asistencia: 39 487 espectadores Árbitro(s): Martín Vázquez |

| Uniformes | Uniformes |
| --------- | --------- |
|           |           |

#### Jornada 13 - Argentina vs. Colombia
| 4 de junio de 2009 | Argentina | 1:0 (0:0) | Colombia | Estadio Monumental, Buenos Aires                        |                                                         |
| 18:00 (UTC-3)      | Díaz 55'  | Reporte   |          | Asistencia: 55 000 espectadores Árbitro(s): René Ortubé | Asistencia: 55 000 espectadores Árbitro(s): René Ortubé |

| Uniformes | Uniformes |
| --------- | --------- |
|           |           |

#### Jornada 14 - Ecuador vs. Argentina
| 9 de junio de 2009 | Ecuador                  | 2:0 (0:0) | Argentina | Estadio Olímpico Atahualpa, Quito                          |                                                            |
| 16:30 (UTC-5)      | Ayoví 72' · Palacios 83' | Reporte   |           | Asistencia: 36 359 espectadores Árbitro(s): Carlos Chandía | Asistencia: 36 359 espectadores Árbitro(s): Carlos Chandía |

| Uniformes | Uniformes |
| --------- | --------- |
|           |           |

#### Jornada 15 - Argentina vs. Brasil
| 3 de septiembre de 2009 | Argentina  | 1:3 (0:2) | Brasil                        | Estadio Gigante de Arroyito, Rosario                   |                                                        |
| 20:30 (UTC-3)           | Dátolo 65' | Reporte   | Luisão 23' · Fabiano 30', 68' | Asistencia: 37 000 espectadores Árbitro(s): Óscar Ruiz | Asistencia: 37 000 espectadores Árbitro(s): Óscar Ruiz |

| Uniformes | Uniformes |
| --------- | --------- |
|           |           |

#### Jornada 16 - Paraguay vs. Argentina
| 8 de septiembre de 2009 | Paraguay   | 1:0 (1:0) | Argentina | Estadio Defensores del Chaco, Asunción                      |                                                             |
| 20:30 (UTC-3)           | Valdez 27' | Reporte   |           | Asistencia: 38 000 espectadores Árbitro(s): Sálvio Fagundes | Asistencia: 38 000 espectadores Árbitro(s): Sálvio Fagundes |

| Uniformes | Uniformes |
| --------- | --------- |
|           |           |

#### Jornada 17 - Argentina vs. Perú
| 8 de octubre de 2009 | Argentina                   | 2:1 (0:0) | Perú        | Estadio Monumental, Buenos Aires                        |                                                         |
| 20:00 (UTC-3)        | Higuaín 48' · Palermo 90+2' | Reporte   | Rengifo 89' | Asistencia: 71 019 espectadores Árbitro(s): René Ortubé | Asistencia: 71 019 espectadores Árbitro(s): René Ortubé |

| Uniformes | Uniformes |
| --------- | --------- |
|           |           |

#### Jornada 18 - Uruguay vs. Argentina
| 13 de octubre de 2009 | Uruguay | 0:1 (0:0) | Argentina   | Estadio Centenario, Montevideo                              |                                                             |
| 20:00 (UTC-3)         |         | Reporte   | Bolatti 84' | Asistencia: 50 000 espectadores Árbitro(s): Carlos Amarilla | Asistencia: 50 000 espectadores Árbitro(s): Carlos Amarilla |

| Uniformes | Uniformes |
| --------- | --------- |
|           |           |

## Estadísticas

### Generales
| 28 | 18 | 8 | 4 | 6 | 23 | 20 | +3 |

| 20 | 9 | 6 | 2 | 1 | 17 | 7 | +10 |

| 8 | 9 | 2 | 2 | 5 | 6 | 13 | -7 |

### Goleadores
| #     | Jugador             | Anotado | PJ | Prom. | Jugada | Cabeza | Tiro libre | Penal |
| ----- | ------------------- | ------- | -- | ----- | ------ | ------ | ---------- | ----- |
| 1     | Juan Román Riquelme | 4       | 9  | 0.44  | 1      | 0      | 3          | 0     |
|       | Sergio Agüero       | 4       | 12 | 0.33  | 3      | 1      | 0          | 0     |
|       | Lionel Messi        | 4       | 18 | 0.22  | 3      | 1      | 0          | 0     |
| 2     | Mario Bolatti       | 1       | 1  | 1     | 1      | 0      | 0          | 0     |
|       | Lucho González      | 1       | 1  | 1     | 1      | 0      | 0          | 0     |
|       | Jesús Dátolo        | 1       | 2  | 0.5   | 1      | 0      | 0          | 0     |
|       | Gonzalo Higuaín     | 1       | 2  | 0.5   | 1      | 0      | 0          | 0     |
|       | Rodrigo Palacio     | 1       | 2  | 0.5   | 1      | 0      | 0          | 0     |
|       | Martín Palermo      | 1       | 2  | 0.5   | 1      | 0      | 0          | 0     |
|       | Gabriel Milito      | 1       | 4  | 0.25  | 0      | 1      | 0          | 0     |
|       | Daniel Alberto Díaz | 1       | 6  | 0.17  | 1      | 0      | 0          | 0     |
|       | Esteban Cambiasso   | 1       | 8  | 0.13  | 1      | 0      | 0          | 0     |
|       | Maxi Rodríguez      | 1       | 8  | 0.13  | 1      | 0      | 0          | 0     |
|       | Carlos Tévez        | 1       | 12 | 0.08  | 1      | 0      | 0          | 0     |
|       | En propia puerta    | 0       | 18 | 0     | 0      | 0      | 0          | 0     |
| Total | Total               | 23      | 18 | 1.28  | 17     | 3      | 3          | 0     |

## Resultado final
| Argentina                      |
| Clasificado                    |
| Copa Mundial de Fútbol de 2010 |
| 15.ta participación            |